# شکارگیر چنگالی
شکارگیر چنگالی (نام علمی: Austrogomphus divaricatus) نام یک گونه از سرده شکارگیرها است.